# Glad (Banat)
Pour les articles homonymes, voir Glad.

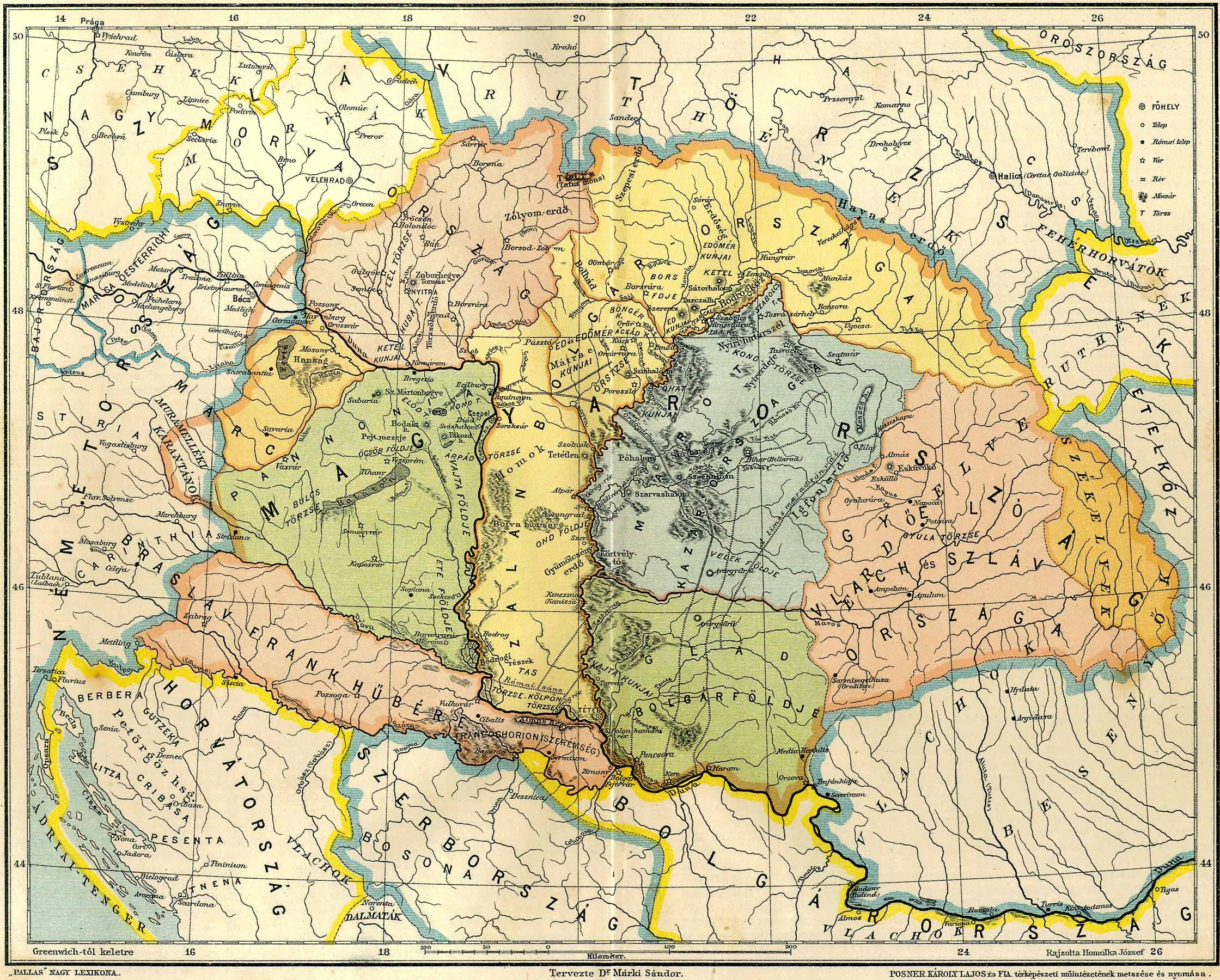
Carte hongroise du XIXe siècle illustrant la Gesta Hungarorum.

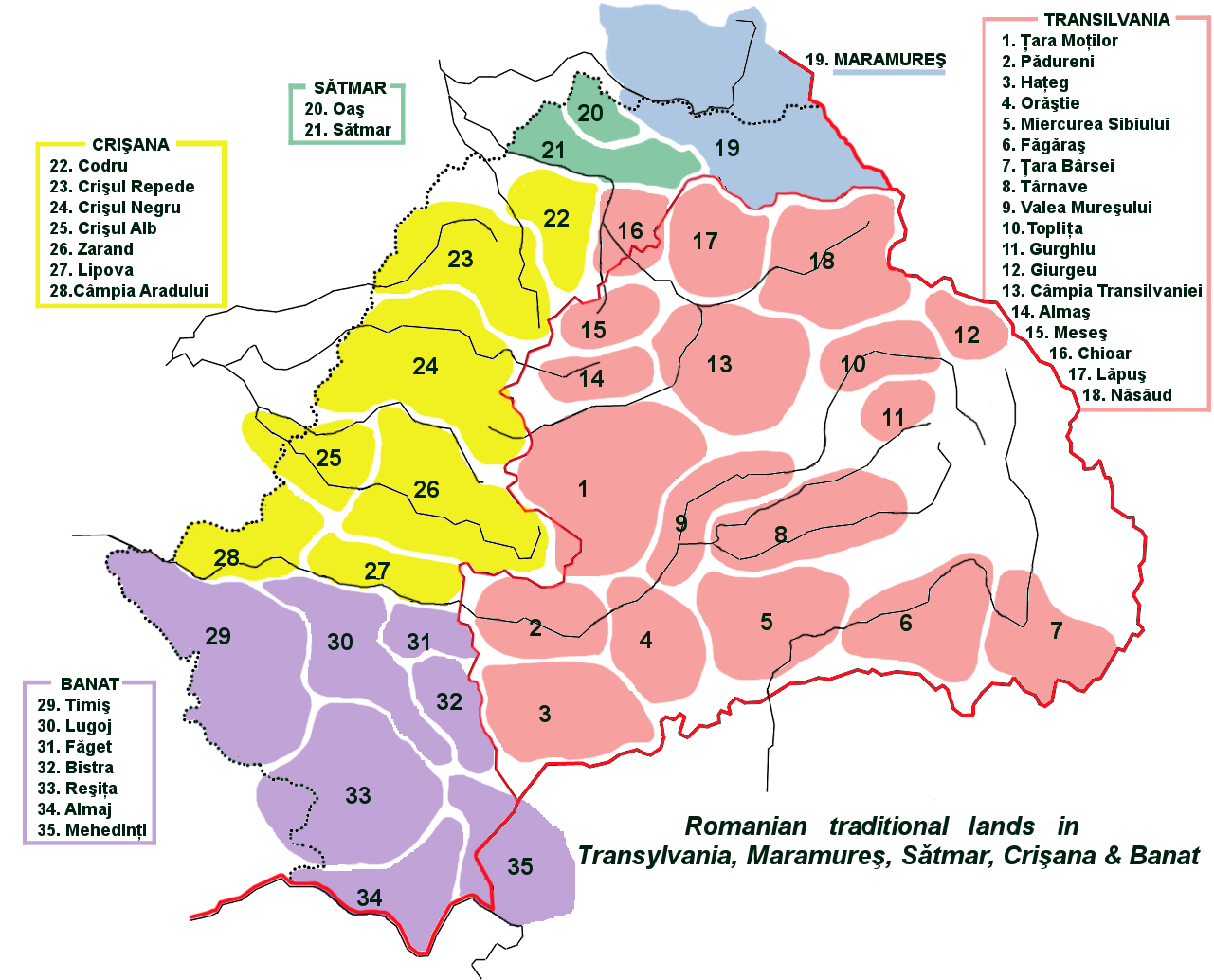
Les régions ethnographiques roumaines en Transylvanie (rose), Maramureș (bleu), Satu Mare (vert), Sălaj, Bihor et Zărand (jaune) et Banat (violet).

Glad était, selon la chronique médiévale Gesta Hungarorum, le nom d'un chef des Valaques et des Slaves dans le Banat, au sud-ouest de la Transylvanie, et de sa capitale. Glad fut battu par les Magyars au Xe siècle. Selon la Gesta Hungarorum, Glad aurait eu pour successeur Ahtum (Ajtony).
Les historiens hongrois pensent que Glad - comme d'autres ennemis du chef magyar Árpád cités dans la Gesta - est probablement une invention de son auteur. Les arguments en faveur de cette hypothèse sont les suivants :
- aucun autre document ne corrobore l'existence de Glad ;
- la Gesta ne mentionne pas des personnalités historiques importantes comme Svatopluk et Siméon Ier de Bulgarie;
- d'autres personnages de la Gesta ont été inventés d'après des toponymes (par exemple Menumorout évoque le Maramureş ou la cité banatéenne de Morisena, aujourd'hui Cenad).

Mais d'autres historiens affirment que Glad a été un personnage réel,
La seule certitude, que l'on doit aux recherches archéologiques, toponymiques et épigraphiques, est qu'il a existé en Transylvanie au Xe siècle une quinzaine de petites principautés slavo-roumaines -(ro) Ţări, (hu) Vlachföld, (sl) Kniazek, (fr) Canesats- : les pays de Maramureş, Oaş, Lăpuş, Crasna, Bihor, Turda, Năsăud, Gurghiu, Zărand, Moţilor, Vlăhiţa, Vulcan, Amlaş, Cibin et Făgăraş, que le royaume de Hongrie a réuni au XIIe siècle en un voïvodat de Transylvanie, distinct du royaume mais vassal (du moins jusqu'en 1526). Quant au Banat, ce terme signifie plus ou moins "duché" ou "marche" et il y eut sur les flancs méridional et oriental du royaume médiéval de Hongrie, de nombreux Banats croates, serbes, slavo-roumains ou roumains; d'ouest en est :
- Croatie et Slavonie (formés à partir du royaume croate réuni à la Hongrie en 1102),
- Ozora, Šo et Méranie -ou Rama- (formés à partir du royaume de Bosnie réuni à la Hongrie en 1203),
- Mašva (formé à partir d'un territoire pris à la Serbie en 1359),
- Pojarevăţ et Cuciova (formé en 1356 à partir du voïvodat serbo-roumain de Craïna)
- Timişoara et Vâlcu (qui ont formé la région historique du Banat)
- Severin (l'actuelle région d'Olténie) et Argeş (dont l'indépendance en 1330 est à l'origine de la Valachie).